# Oltalsósebes
Oltalsósebes (1912-ig Alsósebes, románul: Sebeșu de Jos, németül: Unterschewesch, szászul Schäis) falu Romániában, Erdélyben, Szeben megyében. Közigazgatásilag Porcsesd községhez tartozik.

## Fekvése
A Fogarasi-havasok északnyugati lejtőjén, Felektől 11 km-re délnyugatra, a Vöröstoronyi-szoros közelében fekszik.

## Története
Először 1733-ban Also-Sebes, majd 1760–1762-ben Alt Alsó Sebes néven említették. Talmácsszéki, 1876-tól Szeben vármegyei falu volt. 1765 és 1851 között az I. Erdélyi Román (orláti) Határőrezredhez tartozott. 1861-ben a románt nyilvánította hivatali nyelvéül. Lakói mellékfoglalkozásként sonkolyt gyűjtöttek és abból tiszta viaszt állítottak elő. 1925–1928-ban hetven családját telepítették le a bánáti Bródpusztán. Nevezetes a pünkösdkor előadott rușcai hóra nevű táncáról.

## Népessége
- 1910-ben 1335 lakosából 1328 volt román anyanyelvű és 1326 ortodox vallású.
- 2002-ben 684 román nemzetiségű lakosából 680 volt ortodox vallású.

## Látnivalók
- Ortodox temploma 1741-ben épült, 1823 és 1830 között bővítették.

## Galéria

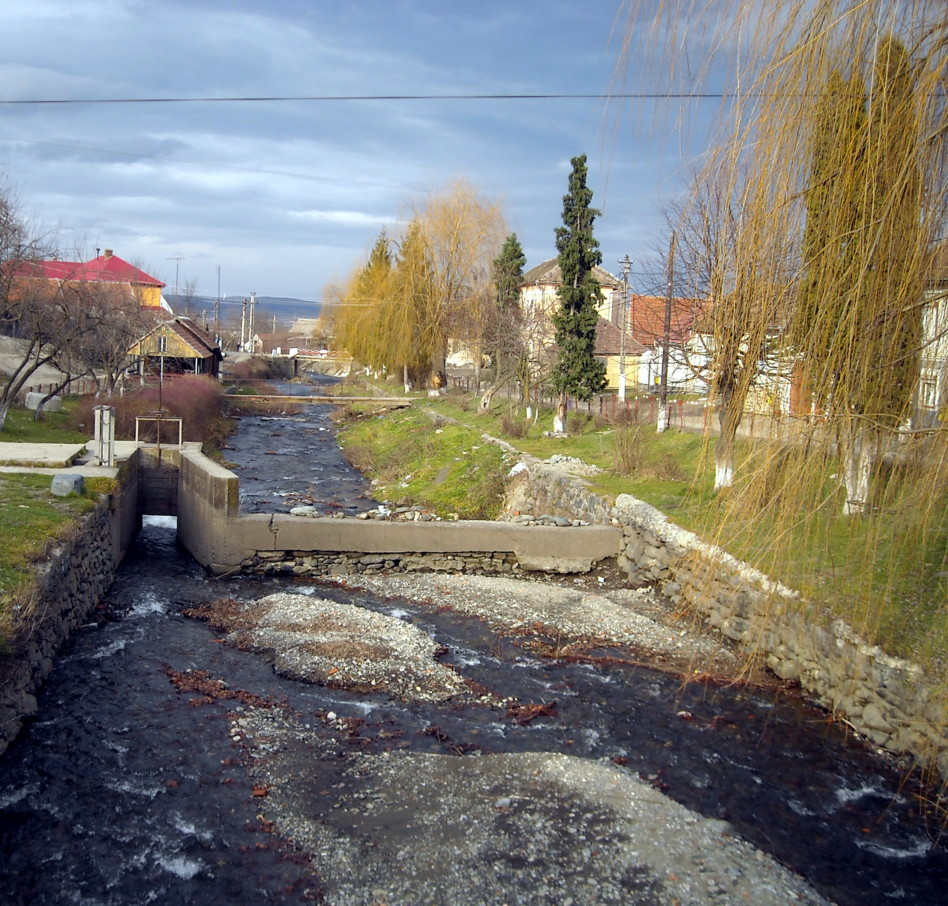
Jégzajlás 2008 telén
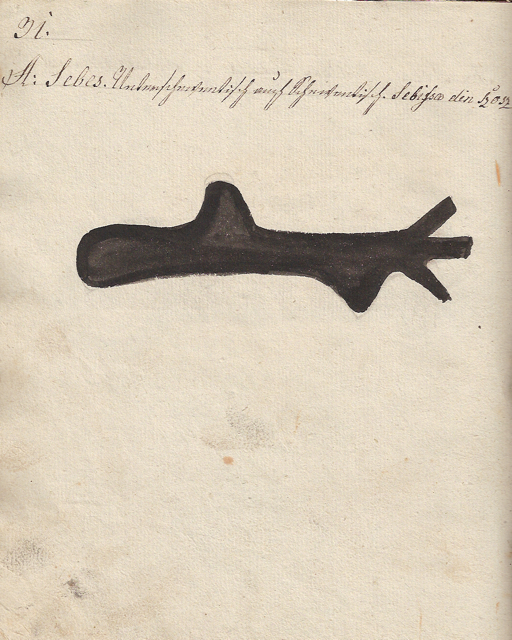
A falu marhabélyege (az erdélyi szászok bilyogkönyve 1826 alapján)